# 坎伯倫鏢鱸
坎伯倫鏢鱸為輻鰭魚綱鱸形目鱸亞目河鱸科的其中一種，分布於美國Cumberland河流域，棲息在中底層水域。